# 장은규
장은규(張殷圭, 1992년 8월 15일 ~ )는 대한민국의 축구 선수이며 포지션은 수비형 미드필더이다. 현재 FC 목포 소속이다.

## 클럽 경력
제주 유나이티드의 유스 팀인 서귀포고등학교를 거친 후 건국대학교를 중퇴하고 2014년 제주에 입단하였다. 2014년 4월 20일 인천과의 경기에 출전하며 구단 역사상 처음으로 구단 유스 출신으로 프로 무대 데뷔전을 치른 선수가 되었다. 또한 이 경기에서 좋은 활약을 펼쳐 에스티벤을 밀어내고 주전 미드필더로 도약하였다.